# Nessia monodactyla
Espèce
Synonymes
- Evesia monodactylus Gray, 1839
- Evesia bellii Duméril & Bibron, 1839
- Acontias monodactylus (Gray, 1839)

Nessia monodactyla est une espèce de sauriens de la famille des Scincidae.

## Répartition
Cette espèce est endémique du Sri Lanka.

## Publication originale
- Gray, 1839 "1838" : Catalogue of the slender-tongued saurians, with descriptions of many new genera and species. Annals and Magazine of Natural History, sér. 1, vol. 2, p. 331-337 (texte intégral).